# 卡拉·貝利
卡拉·貝利（英語：Carla Bley，1938年5月11日—2023年10月17日），被暱稱為Borg，是美國爵士作曲家、鋼琴家、風琴家以及樂團領隊。在1960年代的自由爵士風潮中扮演重要的角色。最為人所知的作品應為爵士歌劇穿山電扶梯(Escalator over the Hill)(以三張LP發行)以及所創作的歌曲為許多名家所詮釋，如：強尼·葛瑞芬(Johnny Griffin)，蓋瑞·伯頓(Gary Burton)，吉米·喬佛瑞(Jimmy Giuffre)，喬治·羅素(George Russell)， 亞特·法默(Art Farmer)以及前夫保羅·貝利(Paul Bley)。